# Bankaktiebolag
Bankaktiebolag är en särskild form av aktiebolag som bedriver bankverksamhet, enligt lagen om bank- och finansieringsrörelse (SFS 2004:297). Bankaktiebolag omfattas av reglerna som gäller för aktiebolag. I den mån aktiebolagslagens bestämmelser skiljer sig från lagen om bank- och finansieringsrörelse, eller annan lagstiftning, ska de sist nämnda lagarna tillämpas istället.
I Sverige är formen bankaktiebolag i allmänhet liktydigt med begreppet affärsbank. Det existerar dock ett mindre antal bankaktiebolag som tillkommit genom omvandling av sparbanker, och dessa ägs då helt eller delvis av en eller flera sparbanksstiftelser. Trots att bankrörelsen genom detta omvandlas, till att i juridiskt mening vara en affärsbank, är det vanligt förekommande att man ändå väljer att behålla benämningen "sparbank" i namnet. Det mest kända exemplet på detta är sannolikt bankaktiebolaget Sparbanken Sverige som bildades 1992, och som sedan 2006 är känt under namnet Swedbank.

## Lista över svenska bankaktiebolag

### Stora svenska banker
- Handelsbanken
- SEB
- Swedbank

### Ombildade sparbanker
- Falkenbergs Sparbank
- Sparbanken Alingsås
- Sparbanken Bergslagen
- Sparbanken Eken
- Sparbanken Göinge
- Sparbanken Lidköping
- Sparbanken Rekarne
- Sparbanken Sjuhärad
- Sparbanken Skaraborg
- Sparbanken Skåne
- Sparbanken Spira
- Sörmlands Sparbank
- Varbergs Sparbank
- Vimmerby Sparbank
- Ölands Bank

### Övriga svenska bankaktiebolag
- Avanza
- Bankaktiebolaget Nordiska
- DNB Carnegie Investment Bank
- Enity Bank Group
- EP Bank
- Ica Banken
- Ikano Bank
- Klarna Bank
- Landshypotek Bank
- Lea Bank
- Länsförsäkringar Bank
- Marginalen Bank
- MedMera Bank
- Morgon Finans
- Noba Bank Group
- Nordnet Bank
- Norion Bank
- Northmill Bank
- OK-Q8 Bank
- Qred Bank
- Resurs Bank
- SBAB Bank
- SEB Kort Bank
- Skandiabanken
- Svea Bank
- TF Bank
- Ziklo Bank